# Ясконтий

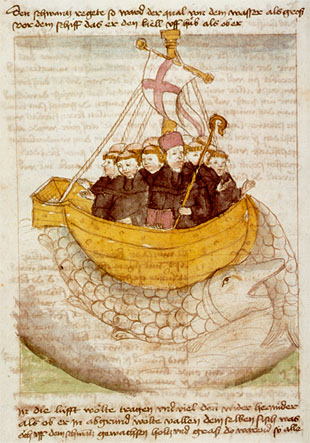
Святой Брендан, его спутники и Ясконтий. Иллюстрация из немецкого манускрипта (1460)

Ясконтий (Яскон, Яконий, Йасконий) (от ирл. iasc — рыба) — мифическая гигантская рыба величиной с остров, описанная в средневековом сборнике преданий «Плавание Святого Брендана». Эта рыба постоянно пытается достать своим носом до хвоста, но не может из-за огромной длины.

## Легенда
Согласно легенде, изложенной в «Плавании святого Брендана» (ок. 1100 года) Брендан и его спутники (священники) после морского путешествия причалили к острову. Остров был каменист, трава на нём не росла, деревья росли там редко, а на берегу отсутствовал песок. Спутники Брендана сошли на этот остров, а Брендан остался на корабле.
Утром «братья» Брендана начали носить с корабля на остров сырое мясо, чтобы засолить его впрок, а также рыбу, которую они привезли с другого острова. Сделав это, они поставили котелок на огонь. Когда дрова разгорелись и котелок стал нагреваться, остров вдруг начал трястись. Священники поспешили на корабль, бросив всё, что они принесли на берегу. После того как корабль отплыл, остров исчез в океане.
На корабле святой Брендан рассказал спутникам о том, что это было: «Братья, вы удивляетесь тому, что произошло с этим островом?» Они ответили: «Мы весьма удивлены, да к тому же и великий страх обуял нас». Он сказал им: «Сыновья, не надо пугаться. Бог открыл мне этой ночью в святом видении, что это такое. То, на чем мы были, — это не остров, а рыба. Самое большое из всех существ в Океане. Она постоянно пытается достать своим носом до хвоста, но не может из-за огромной длины. А имя ей Ясконтий».

## Развитие образа
- В житии святого Мало имеется эпизод о «пасхальном» ките, который имеет много общего с легендой о Ясконтии. Сюжет о морском чудовище, ошибочно принятом за остров, также встречается в истории Синдбада-Морехода. В сказке «Конёк-Горбунок» П. П. Ершова герой встречается с рыбой, ставшей островом. Встречи героев с огромными морскими чудовищами многократно появляются в различных литературных произведениях, начиная с Книги пророка Ионы. В XIX веке, например, этот сюжет встречается в «Пиноккио» и «Приключениях Барона Мюнгхаузена».
- Ясконтием зовут кита в детской книге «Приключения Луи и Франка» Кэролайн Уайт. По её словам, имя связано с легендой о Святом Брендане[2].
- Чудовищу, подобному описанному св. Бренданом Ясконтию, посвящено стихотворение Дж. Р. Р. Толкина «Фаститокалон» (англ. Fastitocalon), вошедшее в сборник стихов автора «Приключения Тома Бомбадила».